# KiF
KiF – miesięcznik o tematyce kulturystycznej, magazyn promuje uprawianie sportów siłowych, fitness, tematykę pokrewną dotyczącą dietetyki oraz suplementacji. Na rynku od stycznia 1997.

## Stałe działy
- Fitness
- Historia Kulturystyki
- Kronika sportowa
- Liga supermenów
- Mistrzowie
- Opinie
- Porady
- Relacje z imprez
- Reportaże
- Warsztaty
- Wywiady